# Tuberculum carabelli

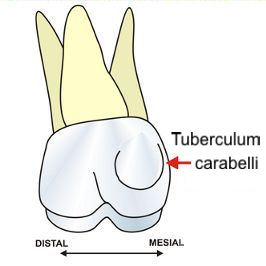
Tuberculum carabelli am oberen linken Molaren (Zahn 26); Ansicht von palatinal (innen).

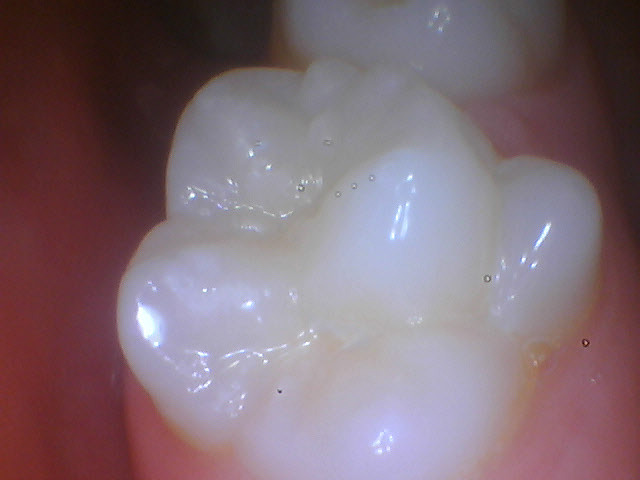
Tuberculum carabelli am Zahn 16 bei einem siebenjährigen Mädchen

Das Tuberculum Carabelli (auch Carabellihöcker, lateinisches Diminutiv von Tuber ‚Höcker‘, ‚Beule‘) ist ein akzessorischer (zusätzlicher) Höcker am mesio-palatinalen Höcker des ersten oberen Molaren (Sechsjahrmolar) der bleibenden Zähne, seltener auch an den Milchmolaren. Es ist benannt nach Georg Carabelli, einem Wiener Zahnarzt und Pionier der Zahnheilkunde. Das Tuberculum Carabelli ist an ca. 30 % aller ersten oberen Molaren in unterschiedlicher Ausprägung nachzuweisen, seltener an den zweiten oberen Molaren. Es handelt sich dabei um eine Normvariante ohne jeglichen Krankheitswert. Möglicherweise ist das Vorhandensein eines Carabellihöckers bei Menschen mit angeborener Syphilis häufiger. Daher wird der Fund derartiger überzähliger Höcker bei paläopathologischen Untersuchungen berücksichtigt und kann Hinweise zur Inzidenz der Syphilis in der Vergangenheit geben. Teilweise herrscht der Aberglaube, Menschen mit einem solchen Höcker seien besonders intelligent.